# Bianouan
Bianouan est une localité du sud-est de la Côte d'Ivoire, appartenant au département d'Aboisso (Région du Sud-Comoé). Elle a le rang de chef-lieu de commune. 

## Géographie
Bianouan est située à 85 km d'Aboisso (chef-lieu de région Sud Comoé) à la frontière Côte d'Ivoire-Ghana. Et, moins de 45 km de Bettié à mi-chemin d'Abengourou (chef-lieu de région Moyen-Comoé). Bianouan est située au bord de la rivière bia pour ne pas dire qu'elle le traverse. Entourée de quelques collines, de forêt et un fleuve, Bianouan possède une terre qui lui permet de pratiquer toutes sortes d'activités dont la pêche et l'agriculture.    
Le climat de la Côte d'Ivoire comporte deux zones bioclimatiques distinctes. Le sud est très humide et connaît quatre saisons (d'avril à la mi-juillet : grande saison des pluies ; de la mi-juillet à septembre : petite saison sèche ; de septembre à novembre : petite saison des pluies ; de décembre à mars : grande saison sèche). Les températures varient de 21 à 35°2, 3. Et aussi la superficie est de 400 km².    

## Toponymie
Bianouan signifie en langue traditionnelle agni (langue parlée par les autochtones) « au bord de la Bia ». La Bia est un fleuve qui prend sa source au Ghana et qui traverse une bonne partie de la région du Sud-Comoé. 

## Démographie
Bianouan, sous-préfecture frontalière du Ghana, est habitée par plusieurs peuples : les autochtones Agnis, les peuples venus des autres régions de la Côte  d'Ivoire et les ressortissants de la CEDEAO.